# 11 Dywizjon Artylerii Przeciwpancernej
11 Łużycki dywizjon artylerii przeciwpancernej (11 dappanc) – pododdział artylerii przeciwpancernej ludowego Wojska Polskiego.

## Formowanie i zmiany organizacyjne
Na podstawie rozkazu Nr 0288/Org. Naczelnego Dowódcy WP z 15 października 1945 roku został rozformowany 11 dywizjon artylerii samochodowej. W jego miejsce, w składzie 8 Dywizji Piechoty, został sformowany 11 dywizjon artylerii zmotoryzowanej.
Kilka miesięcy później, na podstawie rozkazu Nr 046/Org. Naczelnego Dowódcy WP z 27 lutego 1946 roku, jednostka została przeformowana w 11 dywizjon artylerii przeciwpancernej. Na podstawie rozkazu Nr 0046/Org. Ministra Obrony Narodowej z 30 marca 1949 roku dywizjon został podporządkowany dowódcy 2 Warszawskiej Dywizji Piechoty im. Henryka Dąbrowskiego. W 1956 roku jednostka została rozformowana.
W 1945 roku dyon stacjonował w Olchowcach (zob. koszary w Sanoku–Olchowcach), pod koniec 1946 roku w Kutnie, w 1947 roku w Gałkówku, a w 1948 roku w Skierniewicach. W składzie 2 DP przedyslokowany do Tarnowskich Gór, do koszar przy ul. Kościuszki 7 bądź przy ulicy Opolskiej.

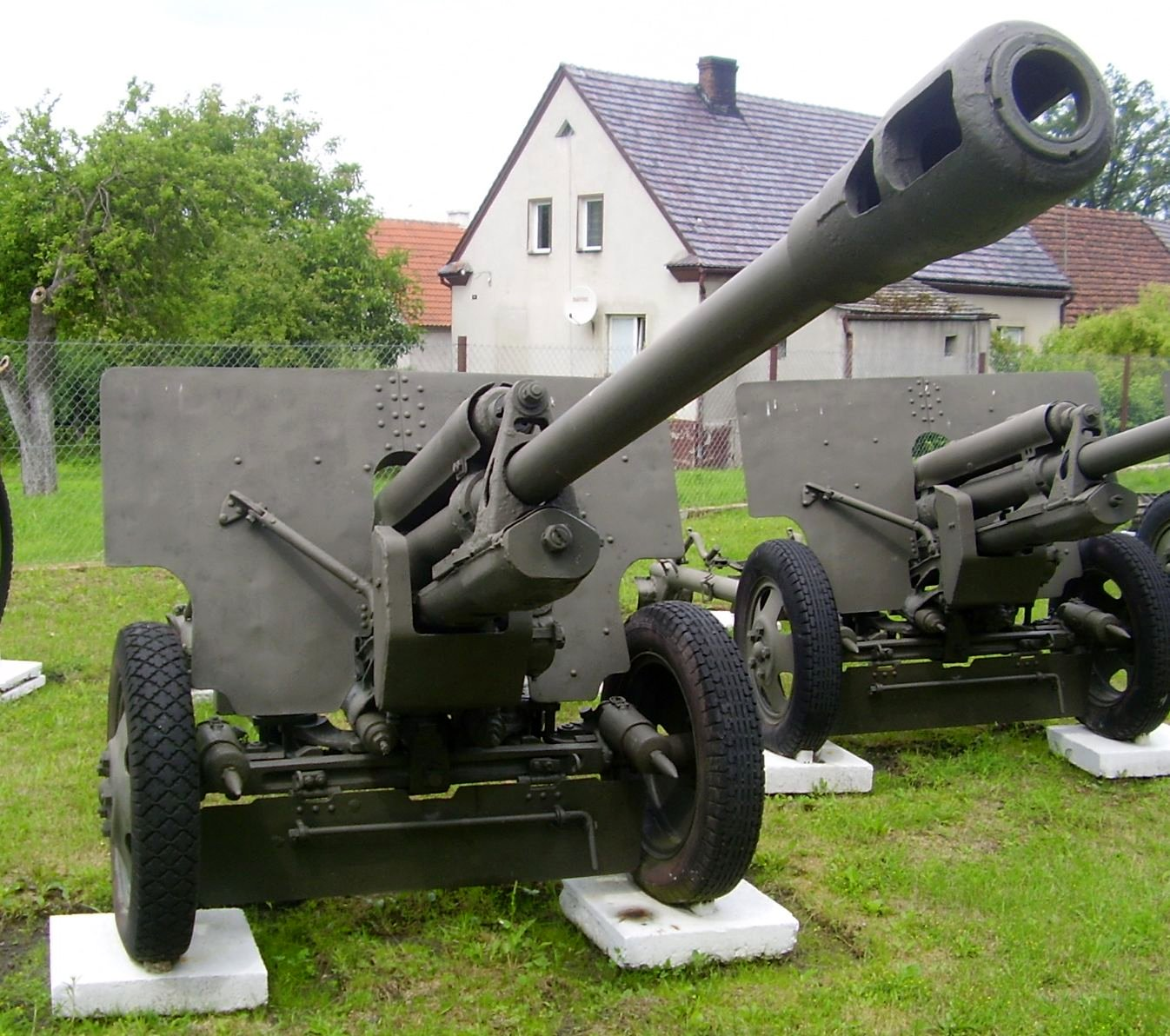
76 mm armata wz. 1942 (ZiS-3)

## Struktura organizacyjna
Dowództwo i sztab
- pluton dowodzenia
- trzy baterie armat przeciwpancernych
  - dwa plutony ogniowe po 2 działony

Razem według etatu 2/79 w 1948: 164 żołnierzy i 12 armat 76 mm ZiS-3